# Jermain Taylor
Jermain Taylor (ur. 11 sierpnia 1978 w Little Rock) – amerykański bokser, były zawodowy mistrz świata organizacji WBC, WBO i IBF w wadze średniej (do 160 funtów), brązowy medalista olimpijski z Sydney z 2000.

## Kariera amatorska
Taylor zdobył brązowy medal na Igrzyskach Olimpijskich w Sydney w 2000 (w półfinale przegrał z późniejszym mistrzem olimpijskim, Jermachanem Ibraimowem).
Jest wicemistrzem Stanów Zjednoczonych z 1997. Rok później zdobył brązowy medal.

## Kariera zawodowa
Taylor zaczął walczyć zawodowo w styczniu 2001. Po trzech i pół roku, w swojej 21 walce, pokonał byłego mistrza świata organizacji IBF w kategorii junior średniej, Raula Marqueza. Jeszcze w tym samym roku wygrał z kolejnym byłym mistrzem – Williamem Joppy.
Te zwycięstwa były przepustką do walki o najwyższą stawkę. 16 lipca 2005 zmierzył się z Bernardem Hopkinsem, niekwestionowanym mistrzem kategorii średniej, który posiadał pasy mistrzowskie wszystkich czterech głównych organizacji bokserskich, i uznanym przez Ring Magazine za najlepszego wtedy boksera bez względu na kategorie wagowe. Taylor zaczął walkę w dobrym stylu, był wyraźnie szybszy od starszego od siebie o 13 lat rywala. Jednak w drugiej części walki Hopkins wyraźnie ożywił się i zaczął niwelować początkową przewagę pretendenta do tytułu. Ostatecznie pojedynek skończył się niejednogłośną decyzją na punkty na korzyść Taylora. Został on tym samym nowym niekwestionowanym mistrzem świata w kategorii średniej.
Zarówno Hopkins jak i wielu obserwatorów uznało ten wynik za mocno kontrowersyjny. W konsekwencji w grudniu tego samego roku doszło do pojedynku rewanżowego między obu pięściarzami. Aby do walki mogło dojść, Taylor musiał zrezygnować z tytułu mistrza świata IBF. Ich drugie starcie także zakończyło się wygraną Taylora na punkty, tym razem po jednogłośnej decyzji sędziowskiej.
W 2006 Taylor walczył dwa razy. W czerwcu zmierzył się z Ronaldem Wrightem. Spotkanie, bardzo wyrównane, zakończyło się remisem. Początkowo w grudniu miało dojść do walki rewanżowej obu pięściarzy, ale po wycofaniu się Wrighta Taylor zmierzył się z Kassimem Oumą. Po dość jednostronnej walce wygrał decyzją sędziów na punkty i zachował oba swoje tytuły.
19 maja 2007 Taylor przystąpił do kolejnej obrony swoich pasów mistrzowskich. Jego przeciwnikiem był Cory Spinks, mistrz świata organizacji IBF w kategorii junior średniej i były niekwestionowany mistrz w kategorii półśredniej. Po wyrównanej walce Taylor wygrał niejednogłośną decyzją sędziów.
29 września 2007 stracił swoje tytuły mistrzowskie, przegrywając przez techniczny nokaut w siódmej rundzie z Kelly Pavlikiem (mimo że w drugiej rundzie Pavlik leżał na deskach). 16 lutego 2008 doszło do walki rewanżowej między oboma pięściarzami. Stawką pojedynku nie były pasy mistrzowskie WBC i WBO, ponieważ strony ustaliły limit wagowy przewyższający kategorię średnią i wynoszący 166 funtów. Walkę wygrał ponownie Pavlik, tym razem na punkty po jednogłośnej decyzji sędziów.
15 listopada 2008 pokonał na punkty Jeffa Lacy w pojedynku eliminacyjnym WBC w kategorii super średniej. 25 kwietnia 2009 w walce o mistrzostwo świata WBC w kategorii super średniej Taylor przegrał przez techniczny nokaut w ostatniej, dwunastej rundzie z Carlem Frochem. Froch już w trzeciej rundzie był liczony i przegrywał całą walkę na punkty, jednak w ostatniej rundzie najpierw położył Taylora na deski, a na czternaście sekund przed końcem pojedynku zdołał go znokautować, broniąc tym samym mistrzowskiego pasa.
Po tej walce wystartował w turnieju Super Six – pojedynku sześciu najlepszych pięściarzy w kategorii super średniej. 17 października 2009, w pierwszej walce z tego cyklu, został znokautowany w ostatniej, dwunastej rundzie przez Arthura Abrahama. W chwili nokautu do końca walki pozostawało sześć sekund. Nokaut okazał się na tyle ciężki, że Taylor zdecydował się na wycofanie z turnieju Super Six. Został zastąpiony przez Allana Greena.
Na ring powrócił 30 grudnia 2011, a jego przeciwnikiem był Jessie Nicklow, którego pokonał przez techniczny nokaut w ósmej rundzie.
W 2012 roku Taylor stoczył dwa zwycięskie, dziesięciorundowe pojedynki z rodakami. Pierwszy 20 kwietnia w Biloxi w Mississippi, wygrywając na punkty Caleba Truax′a (18-0-1), a drugi 12 października  w Saint Charles w Missouri, nokautując w drugiej rundzie Raula Munoza (22-15-1). 
14 grudnia 2013 w San Antonio w Teksasie wygrał przez techniczny nokaut w siódmej rundzie z Kolumbijczykiem Juanem Carlos Candelo (32-12-4).
8 października 2014 w Biloxi w stanie Missisipi wygrał niejednogłośnie na punkty (116:111, 115:109, 116:109) z Australijczykiem Samem Solimanem (32-4-1), odbierając mu tytuł mistrza świata federacji IBF w wadze średniej. W związku  zatrzymaniem w styczniu 2015 przez policję oraz obawą o stan psychiczny pięściarza, federacja IBF pozbawiła go tytułu mistrza.

## Problemy z prawem
Pięściarz został zatrzymany 20 stycznia 2015 roku w związku ze swoim zachowaniem podczas parady w dniu 19 stycznia 2015 r. Rozwścieczony Taylor,  wygrażając,  wycelował broń w trójkę dzieci, gdy wraz z rodzicami pozowały do zdjęcia. Jedno z nich upuściło jego mistrzowski pas. Podczas zatrzymania znaleziono przy pięściarzu marihuanę. Po wydaniu oświadczenia, że nie przyznaje się do winy i po wpłacie 50 tysięcy dolarów kaucji opuścił areszt. Sąd wycofał kaucje z uwagi na jego wcześniejsze problemy z prawem i 21 stycznia 2015 r. bokser ponownie został zatrzymany.